# Glycyphana modesta
Glycyphana modesta är en skalbaggsart som beskrevs av Fabricius 1792. Glycyphana modesta ingår i släktet Glycyphana och familjen Cetoniidae. Inga underarter finns listade i Catalogue of Life.